# Neromia clavicornis
Neromia clavicornis är en fjärilsart som beskrevs av Louis Beethoven Prout 1915. Neromia clavicornis ingår i släktet Neromia och familjen mätare. Inga underarter finns listade i Catalogue of Life.